# Гопчицька сільська рада
| Гопчицька сільська рада — колишній орган місцевого самоврядування у Погребищенському районі Вінницької області з адміністративним центром у с. Гопчиця. Сільській раді були підпорядковані населені пункти: - с. Гопчиця |

## Склад ради
Рада складалася з 16 депутатів та голови.

## Керівний склад сільської ради
| ПІБ                               | Основні відомості                                                                 | Дата обрання | Дата звільнення |
| --------------------------------- | --------------------------------------------------------------------------------- | ------------ | --------------- |
| Журавльов Володимир Володимирович | Сільський голова, 1970 року народження, освіта, член Народно-демократичної партії | 26.03.2006   | 31.10.2010      |
| Журавльов Володимир Володимирович | Сільський голова, 1970 року народження, освіта вища, безпартійний                 | 31.10.2010   |                 |

Примітка: таблиця складена за даними джерела